# Platte County (Nebraska)
Platte County ist ein County im Bundesstaat Nebraska der Vereinigten Staaten. Der Verwaltungssitz (County Seat) ist Columbus, das nach der gleichnamigen Stadt Columbus in Ohio benannt wurde.

## Geographie
Das County liegt im mittleren Osten von Nebraska und hat eine Fläche von 1785 Quadratkilometern, wovon 29 Quadratkilometer Wasserfläche sind. Es grenzt im Uhrzeigersinn an folgende Countys: Colfax County, Butler County, Polk County, Merrick County, Nance County, Boone County, Madison County und Stanton County.

## Geschichte
Platte County wurde 1856 gebildet. Benannt wurde es nach dem Platte River.
22 Bauwerke und Stätten des Countys sind im National Register of Historic Places eingetragen (Stand 12. Februar 2018).

## Demografische Daten

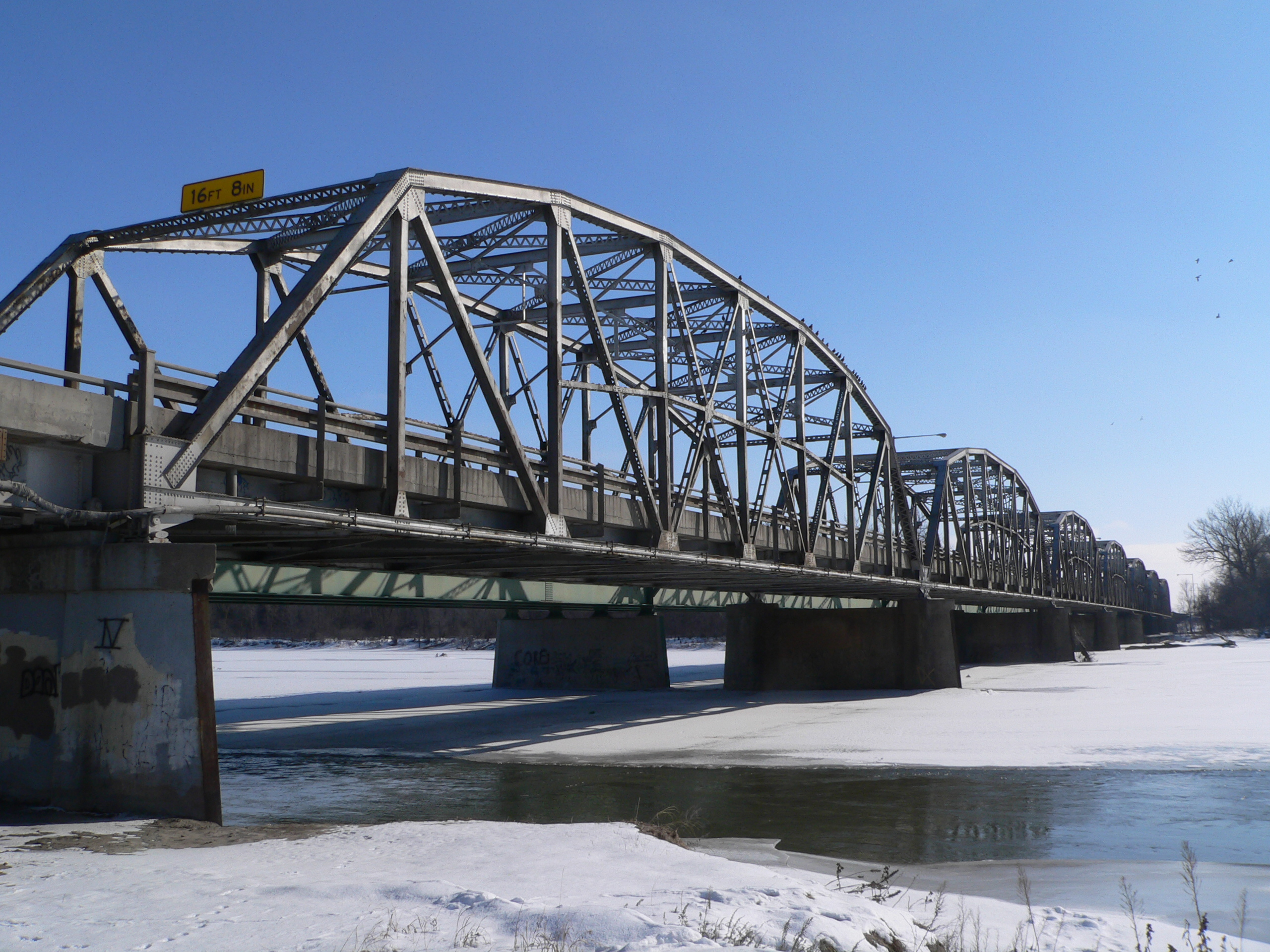
Columbus Loup River Bridge, gelistet im NRHP

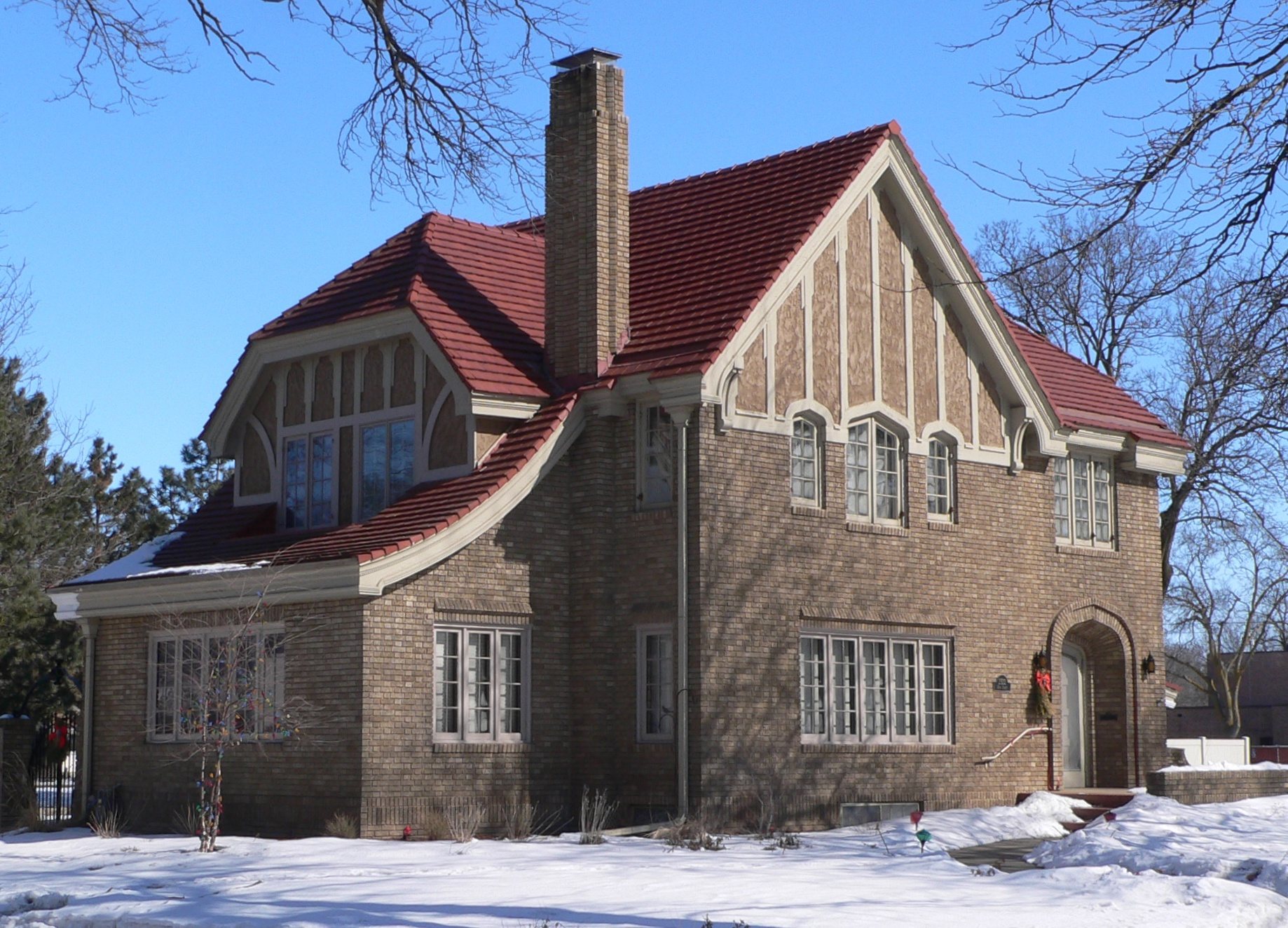
H. E. Snyder House, gelistet im NRHP

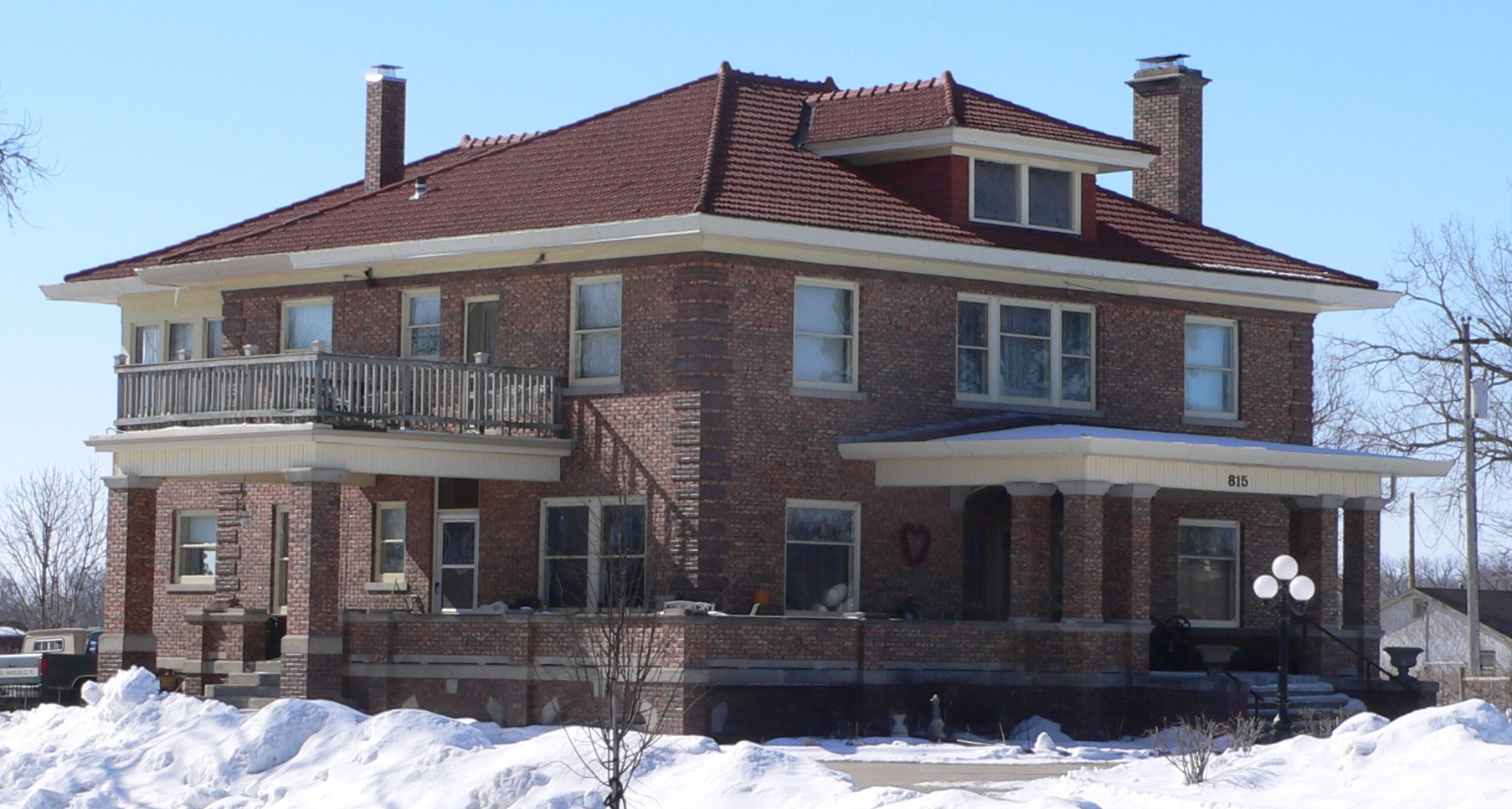
Albert and Lina Stenger House, gelistet im NRHP

Nach der Volkszählung im Jahr 2000 lebten im Platte County 31.662 Menschen in 12.076 Haushalten und 8.465 Familien. Die Bevölkerungsdichte betrug 18 Einwohner pro Quadratkilometer. Ethnisch betrachtet setzte sich die Bevölkerung zusammen aus 94,29 Prozent Weißen, 0,35 Prozent Afroamerikanern, 0,28 Prozent amerikanischen Ureinwohnern, 0,40 Prozent Asiaten, 0,03 Prozent Bewohnern aus dem pazifischen Inselraum und 3,49 Prozent aus anderen ethnischen Gruppen; 1,15 Prozent stammten von zwei oder mehr Ethnien ab. 6,54 Prozent der Bevölkerung waren spanischer oder lateinamerikanischer Abstammung.
Von den 12.076 Haushalten hatten 36,1 Prozent Kinder und Jugendliche unter 18 Jahre, die bei ihnen lebten. 59,2 Prozent waren verheiratete, zusammenlebende Paare, 7,6 Prozent waren allein erziehende Mütter, 29,9 Prozent waren keine Familien, 25,9 Prozent waren Singlehaushalte und in 11,4 Prozent lebten Menschen im Alter von 65 Jahren oder darüber. Die Durchschnittshaushaltsgröße betrug 2,59 und die durchschnittliche Familiengröße lag bei 3,14 Personen.
Auf das gesamte County bezogen setzte sich die Bevölkerung zusammen aus 29,0 Prozent Einwohnern unter 18 Jahren, 8,1 Prozent zwischen 18 und 24 Jahren, 27,5 Prozent zwischen 25 und 44 Jahren, 21,6 Prozent zwischen 45 und 64 Jahren und 13,8 Prozent waren 65 Jahre alt oder darüber. Das Durchschnittsalter betrug 36 Jahre. Auf 100 weibliche Personen kamen 98,4 männliche Personen. Auf 100 Frauen im Alter von 18 Jahren oder darüber kamen statistisch 95,6 Männer.
Das jährliche Durchschnittseinkommen eines Haushalts betrug 39.359 US-Dollar, das Durchschnittseinkommen der Familien betrug 47.776 USD. Männer hatten ein Durchschnittseinkommen von 30.672 USD, Frauen 21.842 USD. Das Pro-Kopf-Einkommen betrug 18.064 USD. 5,4 Prozent der Familien und 7,7 Prozent der Bevölkerung lebten unterhalb der Armutsgrenze. Davon waren 9,0 Prozent Kinder oder Jugendliche unter 18 Jahre und 6,8 Prozent waren Menschen über 65 Jahre.

## Orte im County
- Columbus
- Cornlea
- Creston
- Duncan
- Gardiner
- Humphrey
- Lindsay
- Monroe
- Newman Grove
- Oconee
- Platte Center
- Rosenburg
- Saint Bernard
- Saint Edward
- Sheldonville
- Tarnov
- Wagners Lake

Townships
- Bismark Township
- Burrows Township
- Butler Township
- Columbus Township
- Creston Township
- Grand Prairie Township
- Granville Township
- Humphrey Township
- Joliet Township
- Lost Creek Township
- Loup Township
- Monroe Township
- Oconee Township
- Shell Creek Township
- Sherman Township
- St. Bernard Township
- Walker Township
- Woodville Township